# Jay Brannan

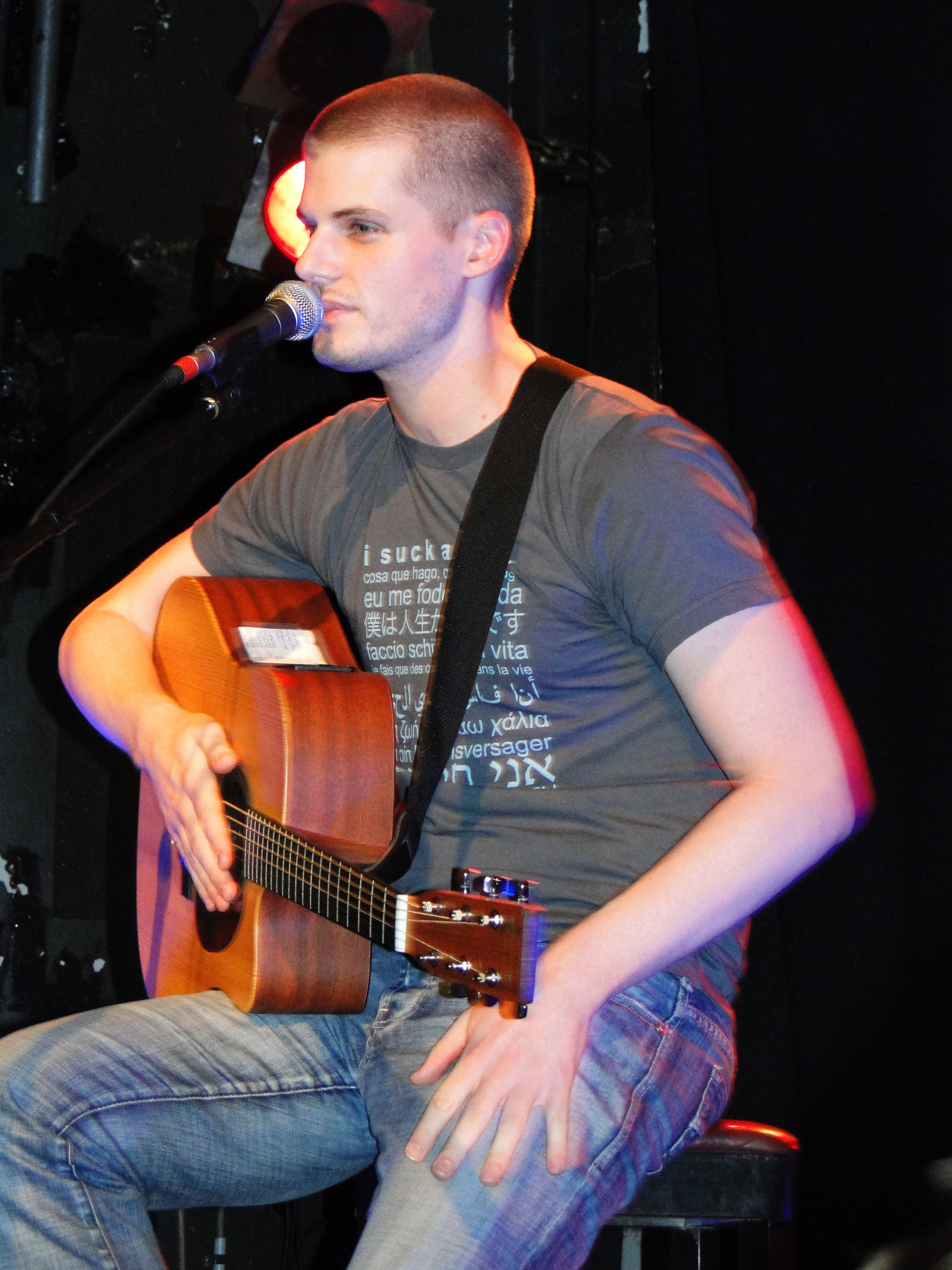
Jay Brannan (2009)

Jay Brannan (* 29. März 1982 in Houston, Texas, USA) ist ein US-amerikanischer Singer-Songwriter und Schauspieler.

## Leben
Jay Brannan ist in mittelständischen Verhältnissen in Texas aufgewachsen. Er studierte ein Semester Schauspiel am College Conservatory of Music an der University of Cincinnati. Nach dem Abbruch seines Studiums zog Brannan nach Kalifornien in der Hoffnung als Schauspieler auftreten zu können. In Los Angeles widmete er sich seiner zweiten Leidenschaft, der Musik. Im Alter von 20 Jahren nahm er zum ersten Mal eine Gitarre in die Hand und begann ohne Unterricht oder Anleitung Songs zu schreiben. Musikalische Anregungen holte er sich beim Hören der Musik von „lange vergessenen Sängerinnen“. Nach einem fast zweijährigen Aufenthalt in Kalifornien zog er weiter nach New York, wo er bis heute wohnt.
Im Jahre 2002 machte ein Freund ihn auf eine Casting-Anzeige für den Film „Shortbus“ im „BackStage“ Magazine aufmerksam und Brannan, der gerade als Rezeptionist in Los Angeles arbeitete, schickte seinen Bewerbungstape. In dem 2006 von John Cameron Mitchell gedrehten und international beachteten Independent-Film Shortbus spielte er die Rolle des Ceth. In Umleitung ins Glück, erschienen 2007, spielte er den besten Freund der Hauptperson.

## Musikalische Karriere
Sein Leinwand-Debüt erntete Lob in den Medien und verhalf Brannan zum musikalischen Durchbruch: Der Song Soda Shop, den er im Film als Darsteller singt, wurde zum meistheruntergeladenen Titel der Filmmusik. Bei zahlreichen Veranstaltungen im Zusammenhang mit dem Film begann er seine Lieder zu spielen. Dies gab ihm eine internationale Plattform für seine Musik. Der Künstler hatte zahlreiche Auftritte und arbeitete nebenher als Korrektor in einem Übersetzungsbüro.
Als Singer-Songwriter erreichte Brannan mit Hilfe des Internets in kurzer Zeit eine beachtliche Popularität. Dort stellte er, kaum dass sie aufgenommen waren, viele seiner Lieder zum Download oder Stream bereit. Ebenso bekannt wurden seine selbst aufgenommenen Videos, die er im Internet veröffentlichte. Diese wurden auf Myspace, Facebook und YouTube von ca. 4 Millionen Fans gesehen. Über seine Affinität zur DIY-Ethik sagt Jay Brannan folgendes: „Wenn du in der Lage bist, Deine Arbeit in einem großen geographischen Raum verfügbar zu machen und dabei dennoch die Kontrolle über deine Musik, deinen Sound, dein Image und deine Identität behalten kannst – warum solltest Du diese Chance nicht den verherrlichten und trügerischen Ideen, einen Plattenvertrag zu unterschreiben, vorziehen ?“
Im Jahre 2007 veröffentlichte Brannan die EP Unmastered auf seinem eigenen Label Great Depression Records. Eine limitierte Auflage von 1.000 CDs – jede Kopie mit einem anderen Polaroid-Foto von Jay – verkaufte sich an einem Tag.
Im Sommer 2008 erschien das Album Goddamned. Gleich danach folgten Tourneen durch die USA, Europa und Australien. Das Album wurde in Los Angeles mit dem Produzenten Will Golden aufgenommen. Die melodischen Folk-Songs in klassischer Singer-Songwriter-Tradition sind hauptsächlich akustisch mit gelegentlichem Streichereinsatz arrangiert. Thematisch sind die Lieder ziemlich düster. Mit einer Direktheit, die keine Rücksicht auf Zartbesaitete nehmen möchte, erzählt Brannan über zerstörte Beziehungen, Verlogenheit, religiöse Heuchelei und Verzweiflung und legt musikalisch „einen Seelenstriptease“ hin.
Im Sommer 2009 erschien das Mini-Album In Living Cover. Es beinhaltet neben zwei eigenen Songs sieben Coverversionen, darunter Blowing In The Wind von Bob Dylan und Zombie von The Cranberries.

## Musikalischer Stil
Musikalisch bewegt sich Jay Brannan im typischen Singer-Songwriterstil mit Elementen des Pop. Ein sehr reduziertes Klangbild mit größtenteils akustischen Arrangements, minimalistischer Instrumentierung und melancholisch-sehnsüchtigem Gesangsstil schaffen eine intime Atmosphäre. Diese jedoch steht im Widerspruch mit seinen harten Texten. Brannan orientiert sich an Liedermacherinnen wie Tracy Chapman und Joni Mitchell, weil er „the sound of the angry, sad women“ mag. Seine musikalische Sensibilität findet eher Parallelen bei Ani DiFranco, Lisa Loeb, Sinéad O’Connor oder Liz Phair.

## Diskografie

### Studio-Alben
- Goddamned (2008)
- Rob Me Blind (2012)

### EPs
- Unmastered (2007)
- In Living Cover (2009)
- Around The World in 80 Jays (2013)

## Filmografie
- 2006: Shortbus
- 2007: Umleitung ins Glück (Holding Trevor)